# Kårhuset i Skövde
Kårhuset är en 1800-talsbyggnad i Skövde som ligger i Boulognerskogen. Byggnaden är hem för Studentkåren i Skövde.
1882 revs schweizerian och ersattes med en ny restaurang, man uppförde även en musikpaviljong som även denna finns kvar. 1992 blev restaurangen kårhus, som det i dag är.